# Яс Марина
„Яс Марина“ (на арабски: حلبة مرسى ياس) е пистата, на която се провеждат състезанията за Голямата награда на Абу Даби.
Проектирана е от Херман Тилке и се намира на остров Яс, на около 30 километра от столицата на ОАЕ, Абу Даби. Трасето е втората от общо четири писти на Формула 1 в Близкия изток, след тази в Бахрейн и преди пистите в Катар и Саудитска Арабия. Преди официалното ѝ откриване се правят тестове от азиатските серии GP2, а една седмица след официалното откриване на пистата се провежда и Голямата награда на Абу Даби за 2009 г. от Формула 1. „Яс Марина“ също така е домакин и на състезания от австралийския шампионат на V8 суперкарс, както и Яс V8 400. Пистата е лицензирана с ниво 1 от Международната автомобилна федерация.

## Дизайн
Пистата „Яс Марина“ е замислена като арабската версия на трасето в Монако. Тя има 21 завоя и е построена върху изкуствения остров Яс край пристанището на Абу Даби. Минава покрай яхтеното пристанище и през хотела W Abu Dhabi - Yas Island, който е проектиран и изграден от нюйоркските архитекти Хани Рашид и Лиз Ан Кутюр; криволичи около пясъчните дюни и има няколко дълги прави, последвани от остри завои.
В района на пистата освен яхтеното пристанище са изградени и тематичен воден парк, жилищни сгради, хотели и плажове.
Пистата разполага с 5 отделни трибуни (Основната главна трибуна, Западна, Северна и Южна трибуна и Голяма пристанищна трибуна. Част от изходите на тези трибуни се намира под пистата, излизайки зад медийния център, пистата за драг състазения, тематичният световен парк Ферари и кулата за ВИП гости.
- Капацитет на седящите места на писта Яс Марина – 60000
- Площ – 1,619 декара
- Дължина – 5 281 километра

## Победители във Формула 1
| Година | Пилот           | Конструктор       | Статистика |
| ------ | --------------- | ----------------- | ---------- |
| 2013   | Себастиан Фетел | Ред Бул-Рено      | Статистика |
| 2012   | Кими Райконен   | Лотус-Рено        | Статистика |
| 2011   | Луис Хамилтън   | Макларън-Мерцедес | Статистика |
| 2010   | Себастиан Фетел | Ред Бул-Рено      | Статистика |
| 2009   | Себастиан Фетел | Ред Бул-Рено      | Статистика |

## Галерия
- Основния участък
- Завой 7 (2009–2021)
- Схема на пистата (2009 – 2020)
- Схеми на северното и южното трасе в картата на пистата за Гран При (2009 – 2021)
- Разлики между трасето от 2009 и 2021 г.